# Cirillo I
Cirillo I (in russo Кирилл?, Kirill; nato Vladimir Michajlovič Gundjaev, in russo Владимир Михайлович Гундяев?; Leningrado, 20 novembre 1946) è un arcivescovo ortodosso russo, sedicesimo Patriarca di Mosca e di tutte le Russie e capo della Chiesa ortodossa russa.

## Biografia
Cirillo, figlio e nipote di sacerdoti ortodossi, entrò nel 1965 nel seminario teologico di Leningrado (nome all'epoca di San Pietroburgo) e poi studiò teologia presso l'Accademia Teologica di San Pietroburgo. Dopo la sua ordinazione nel 1969 e la sua laurea nel 1970, divenne il primo segretario del metropolita Nicodemo di Leningrado, che già nel 1960 aveva favorito l'apertura ecumenica della Chiesa ortodossa russa. Nel 1971, Cirillo divenne Archimandrita e fu designato rappresentante ufficiale del Patriarcato di Mosca presso il Consiglio Ecumenico delle Chiese; in questa veste, è stato attivamente coinvolto nell'attività ecumenica della Chiesa ortodossa russa.
Alla fine del 1974 Cirillo divenne rettore del seminario di San Pietroburgo e dell'Accademia Teologica, mantenendo la carica fino alla fine del 1984. Nel marzo 1976 venne nominato vescovo di Vyborg, divenendo arcivescovo l'anno seguente; sotto la sua giurisdizione ricadevano anche le parrocchie della Finlandia. Nel dicembre 1984 venne nominato arcivescovo di Smolensk, e amministratore della diocesi di Kaliningrad. Nel 1991, il patriarca Alessio II lo nominò metropolita. Dal novembre 1989, egli divenne anche presidente del dipartimento affari religiosi esteri del patriarcato di Mosca e, quindi, anche membro permanente del Santo Sinodo della Chiesa ortodossa russa. In qualità di membro della Commissione biblica e teologica del patriarcato di Mosca Cirillo aveva partecipato ai preparativi per il Consiglio a Mosca nel 2000.
Il 18 maggio 2006 ha consacrato la prima chiesa ortodossa russa a Roma, in occasione di un viaggio durante il quale ha incontrato papa Benedetto XVI. Nel dicembre 2007 il Papa ha accolto con favore il Metropolita Cirillo in una udienza privata. Nel mese di ottobre 2008 Cirillo inaugura la prima Chiesa ortodossa russa a Cuba, e la Cattedrale della Madonna di Kazan' a L'Avana. Il 25 aprile 2007 (accanto al metropolita Juvenalij di Kruticy e Kolomna e al metropolita Kliment di Kaluga e Borovsk) è stato uno dei celebranti al servizio funebre per il defunto presidente russo Boris El'cin nella cattedrale di Cristo Salvatore a Mosca. Cirillo è stato anche considerato come uno dei principali autori nella redazione della dottrina sociale della Chiesa ortodossa russa.

### Patriarca di Mosca

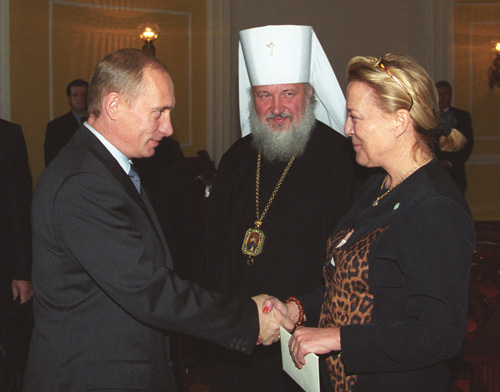
Cirillo, Putin e la contessa Ksenija Šeremetjeva-Jusupova nel 2001

Il 5 dicembre 2008 moriva il patriarca Alessio II, da tempo malato. Il giorno successivo, il Santo Sinodo della Chiesa ortodossa russa nominava Cirillo locum tenens del cattedra patriarcale. In tale veste, egli officiò i funerali del defunto Patriarca nella Cattedrale di Cristo Salvatore, tenutisi il successivo 9 dicembre. Per la scelta del successore di Alessio II è stato convocato per i giorni 27-29 gennaio 2009 il Consiglio dei vescovi della Chiesa russa (Pomestny Sobor), ospitato nella medesima cattedrale. Qui Cirillo, che si è presentato come largamente favorito, è stato eletto con 508 voti su 702 Patriarca di Mosca e di tutte le Russie.
Il 1º febbraio 2009, si è tenuta nella Cattedrale di Cristo Salvatore la fastosa cerimonia dell'intronizzazione, nella quale, alla presenza di oltre 4.000 tra prelati e fedeli, tra cui il presidente Dmitrij Medvedev e il primo ministro Vladimir Putin, Cirillo ha assunto ufficialmente la nuova carica. Da parte della Santa Sede erano presenti i cardinali Walter Kasper, presidente del Pontificio consiglio per la promozione dell'unità dei cristiani e Crescenzio Sepe, arcivescovo metropolita di Napoli. La nomina di Cirillo a patriarca (titolo riconosciuto de jure dal Patriarcato di Costantinopoli, che l'aveva concesso alla sede moscovita nel 1589, ma solo de facto da quello di Roma) è stata salutata con favore sia dal patriarca ecumenico di Costantinopoli Bartolomeo I sia dalla Santa Sede.
Il 12 febbraio 2016, il patriarca Cirillo incontra papa Francesco all'aeroporto internazionale dell'Avana (considerandolo "territorio neutrale" come richiesto; firmano poi una dichiarazione congiunta.
Il 15 ottobre 2018 Cirillo I rompe la comunione canonica col Patriarcato di Costantinopoli (che non riconosce come Ecumenico) a seguito del dissidio territoriale sulla Chiesa nazionale ucraina.
Nella controversa omelia di domenica 6 marzo 2022 sostiene apertamente l'invasione russa dell'Ucraina, nonostante la condanna della guerra da parte di Papa Francesco e del Patriarca di Costantinopoli Bartolomeo I, dichiarando “Stiamo parlando di qualcosa che va oltre le convinzioni politiche, parliamo della salvezza umana. Ci troviamo in una guerra che ha assunto un significato metafisico. Le parate dei gay dimostrano che il peccato è una variabile del comportamento umano. Questa guerra è contro chi sostiene i gay, come il mondo occidentale, e ha cercato di distruggere il Donbass solo perché questa terra oppone un fondamentale rifiuto dei cosiddetti valori da chi rivendica il potere mondiale».